# Toxoflavina
Toxoflavina é uma toxina produzida por uma variedade de bactérias, incluindo a Burkholderia gladioli. Também possui propriedades antibióticas.
A toxoflavina atua como um indicador de pH, mudando entre amarelo e incolor a pH 10,5.